# Lolcat

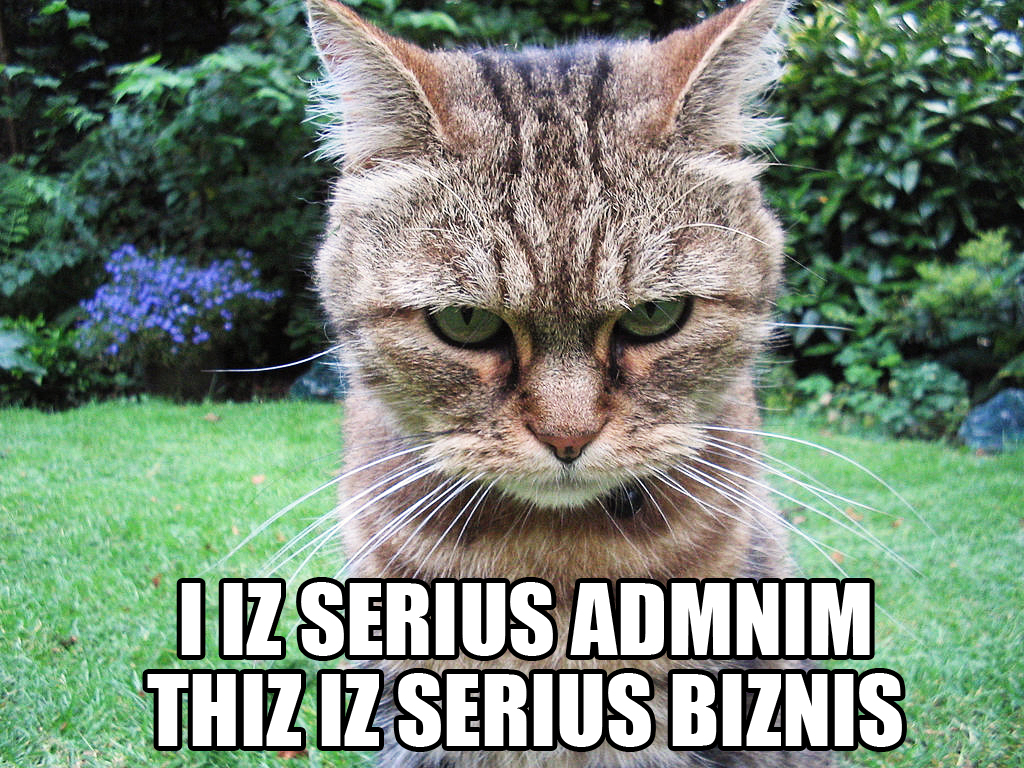
„Ja jest poważny admin, to jest poważna sprawa”

Lolcat (także: LOLcat, pol. LOLkoty, lolkot, śmieszne koty) – fenomen internetowy, będący kombinacją zdjęcia (najczęściej przedstawiającego kota domowego) i specyficznego tekstu, zapisanego łamaną lub niepoprawną ortograficznie angielszczyzną. Mowa ta jest określana jako „lolspeak" lub „Kitteh!". Nazwa „lolcat" składa się ze słowa LOL (Laughing Out Loud) oraz „cat" (ang. „kot”). Inna nazwa to cat macro. Lolcaty są tworzone głównie celem publikacji na różnych forach internetowych. Są bardzo podobne do innych produkcji, gdzie wykorzystywane są zdjęcia zwierząt, np. sowa O RLY?.
Termin lolcat został spopularyzowany w Stanach Zjednoczonych przez tygodnik Time, który zwrócił uwagę na coraz rzadsze powstawanie niekomercyjnych fenomenów internetowych. Lolcaty zostały przyrównane do wolnej twórczości użytkowników Usenetu w latach 90. Język używany do podpisów lolcatów jest przyrównywany do mowy matczynej, która bywa stosowana przez właścicieli kotów przy zwracaniu się do swych pupilów.

## Format

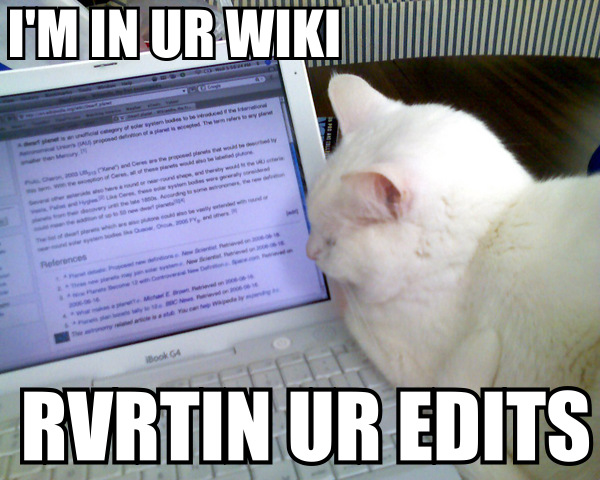
„Jestem w twojej Wikipedii, cofam twoje edycje”

Obrazki zwykle przedstawiają zdjęcie kota z dużym napisem zapisanym przy użyciu czcionek bezszeryfowych (np. Impact lub Arial Black). Zdjęcia są czasem graficznie edytowane, by ulepszyć efekt końcowy. Napisy układają się w dymek, przedstawiający wypowiedź kota, lub są podpisem do zdjęcia. Tekst jest zapisywany przy użyciu silnie zniekształconego języka angielskiego, zawierającego niekonwencjonalne formy gramatyczne lub ortograficzne. Taki typ wypowiedzi jest przyrównywany do pidgin English lub mowy matczynej.
Najczęściej używany dowcipny tekst to „Im in ur..." („jestem w twoim...”). Najprawdopodobniej pochodzi on od tekstu „I'm in ur base, killing ur doodz", który często jest używany w internetowych grach komputerowych. „...i has dem" („mam je”) przedstawia kota będącego w posiadaniu wielu rzeczy, a „I has a..." („Ja mam...”) posiadającego jedną rzecz. Teksty „Invisible..." („Niewidzialny...”) opisują zdjęcie, na którym kot znajduje się w takiej pozycji, która sugeruje używanie przez niego jakiegoś niewidzialnego przedmiotu.
Na stronie ICanHasCheezburger.com najpopularniejszym motywem jest kot proszący, błagający bądź cieszący się z posiadania cheesburgera, który to jest symbolem witryny. Poza tym popularny jest monorail cat (kot jednoszynowy), przedstawiany jako kot leżący na poręczy bądź rurze, traktowany tam jako środek transportu, a także mors szukający swojego wiadra (lolspeak „bukkit”). Częstym motywem jest także rzekoma nienawiść kotów do psów.
Kilka lolcatów zdobyło bardzo dużą popularność w internecie. Szczególnie znany jest „Ceiling Cat" (ang. „Sufitowy Kot”) oraz „Basement Cat" (ang. „Piwniczny Kot”), które często są żartobliwie traktowane jako odzwierciedlenie Boga i Szatana. Dużą popularnością cieszy się również „Serious Cat" („Poważny Kot”), a także „Long Cat" („Długi Kot”).

## Historia

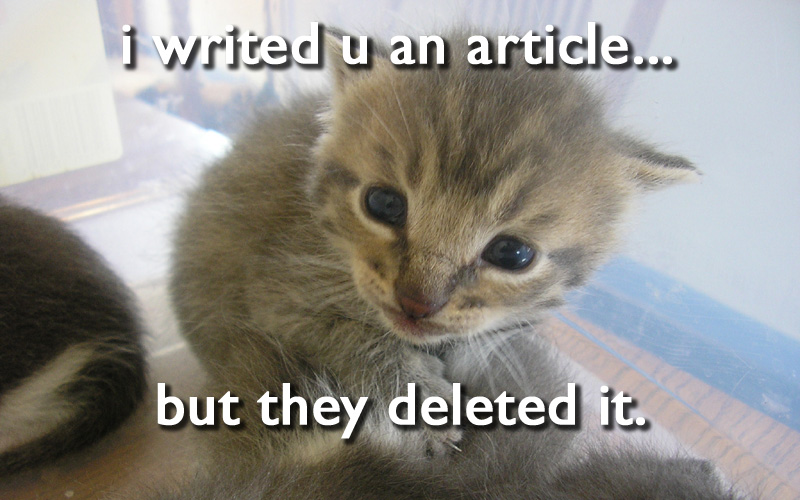
„Napisałem dla ciebie artykuł... ale oni go skasowali”

Wiele pierwszych lolcatów pojawiło się na anonimowym imageboardzie 4chan około roku 2005. Słowo „lolcat" zostało przyjęte w czerwcu 2006, a domena „lolcats.com" została zarejestrowana 14 czerwca 2006. The News Journal twierdzi, że pierwsze zdjęcia lolcatów pojawiły się na 4chanie i przedstawiały dziwaczne zajęcia kotów w soboty, dni zwane „Caturdays". W późniejszym okresie słowo „Caturday" na 4chanie oznaczało dzień, w którym masowo pojawiały się zdjęcia kotów. Wiele tego typu zdjęć pojawiało się w internecie, ale nie cieszyły się wtedy szczególnym zainteresowaniem. Lolcaty stały się sensacją dopiero w roku 2007, kiedy założony został blog „I Can Has Cheezburger?", gromadzący w galerii najciekawsze lolcaty. Pierwsze zdjęcia na tym blogu pojawiło się 11 stycznia 2007 i najprawdopodobniej pochodziło z forum Something Awful. Dziennikarz tygodnika Time, Lev Grossman, twierdził, że najstarszy znany lolcat jest datowany na rok 2006, ale w późniejszym czasie przesunął datę powstania pierwszego lolcata. Jednakże otrzymał on również doniesienie od Internautów o lolcatach, które były produkowane już w roku 2005. Domena „caturday.com" została zarejestrowana 30 kwietnia 2005.

## Projekty zainspirowane przez lolcaty
- Język wykorzystywany w lolcatach był inspiracją dla ezoterycznego języka programowania LOLCODE[3][21][22].
- Istnieje projekt LOLCat Bible Translation Project, którego zadaniem jest przełożenie Biblii na język używany w lolcatach[23][24].